# Jenny Tunedal
Jenny Maria Tunedal, född 9 augusti 1973, är en svensk poet, översättare och litteraturkritiker. 
Mellan 2005 och 2006 var hon redaktör för tidskriften Lyrikvännen. År 2005 fick hon Prins Eugens Kulturpris. 2012 tilldelades hon Gerard Bonniers lyrikpris.
Jenny Tunedal debuterade med en text i antologin Debut 2001. Debutverket Hejdade, hejdade sken gavs ut 2003. Samma år var hon med och valde ut texterna till Debut 2003.
Som översättare har Tunedal arbetat med böcker av Sylvia Plath, Emily Dickinson och Anne Sexton.

## Priser och utmärkelser
- 2005 – Prins Eugens Kulturpris
- 2012 – Gerard Bonniers lyrikpris för Mitt krig, sviter
- 2014 – Kallebergerstipendiet
- 2018 - De Nios Vinterpris[3]